# Combinatietang

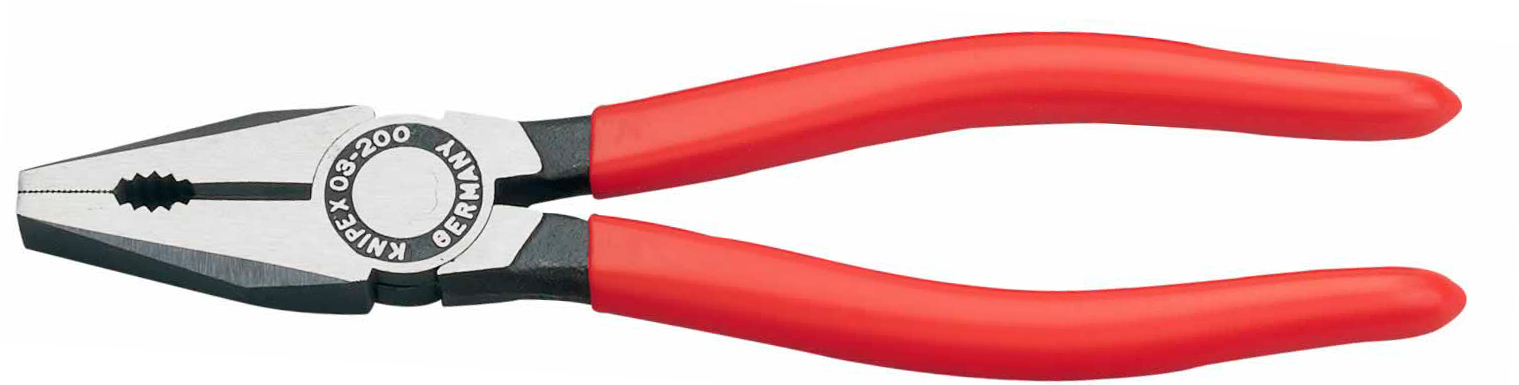
Combinatietang

Een combinatietang is een tang die, zoals de naam al aangeeft, een aantal functies in zich verenigt. In volgorde van punt naar scharnier heeft de tang:
- een geribbeld gedeelte, vlak sluitend. Hiermee kunnen kleine dingen stevig vastgehouden worden.
- een boogvormig geribbeld gedeelte voor een goede grip op ronde dingen als assen en buizen.
- een gedeelte met scherp geslepen snijkanten om verschillende soorten draad, zoals koperdraad en ijzerdraad door te knippen.
- inkepingen boven en onder het scharnierpunt waarmee ook draad geknipt kan worden, maar met meer kracht. Om hiermee te kunnen knippen moeten de inkepingen van beide scharnierhelften recht tegenover elkaar staan. Dat is zo als de tang geopend is. De inkepingen bepalen de maximale dikte van het draad.

Achter het scharnier zitten de benen. Deze zijn meestal bekleed met kunststof, in vorm geperst. Hiermee is de tang elektrisch geïsoleerd en ligt de tang prettiger in de hand. De grepen zijn meestal bekleed met een combinatie van hard en zacht materiaal, ook wel "softgrip" genoemd.
Er zijn ook multitools die naast een combinatietang een mes, en schroevendraaier of flesopeners kunnen bevatten.